# Abierto Mexicano Telcel 2019
Giải quần vợt México Mở rộng 2019 là một giải quần vợt chuyên nghiệp được thi đấu trên mặt sân cứng ngoài trời. Đây sẽ là lần thứ 26 của giải nam (19 của giải nữ), và là một phần của ATP World Tour 2019 và WTA Tour 2019. Giải đấu sẽ diễn ra ở Acapulco, México từ ngày 25 tháng 2 đến ngày 2 tháng 3 năm 2019, tại Princess Mundo Imperial.

## Điểm và tiền thưởng

### Phân phối điểm
| Sự kiện | VĐ  | CK  | BK  | TK | 1/16 | 1/32 | Q  | Q3 | Q2 | Q1 |
| Đơn nam | 500 | 300 | 180 | 90 | 45   | 0    | 20 | —  | 10 | 0  |
| Đôi nam | 500 | 300 | 180 | 90 | 0    | —    | 45 | —  | 25 | 0  |
| Đơn nữ  | 280 | 180 | 110 | 60 | 30   | 1    | 18 | 14 | 10 | 1  |
| Đôi nữ  | 280 | 180 | 110 | 60 | 1    | —    | —  | —  | —  | —  |

### Tiền thưởng
| Sự kiện   | VĐ       | CK       | BK      | TK      | 1/16    | 1/321   | Q3     | Q2     | Q1     |
| Đơn nam   | $321,290 | $157,510 | $79,260 | $40,305 | $20,930 | $11,040 | —      | $2,445 | $1,250 |
| Đôi nam * | $96,730  | $47,360  | $23,760 | $12,190 | $6,300  | —       | —      | —      | —      |
| Đơn nữ    | $43,000  | $21,400  | $11,300 | $5,900  | $3,310  | $1,925  | $1,005 | $730   | $530   |
| Đôi nữ *  | $12,300  | $6,400   | $3,435  | $1,820  | $960    | —       | —      | —      | —      |

1 Tiền thưởng vượt qua vòng loại cũng là tiền thưởng vòng 1/32

* mỗi đội

## Nội dung đơn ATP

### Hạt giống
| Quốc gia | Tay vợt           | Xếp hạng1 | Hạt giống |
| -------- | ----------------- | --------- | --------- |
| ESP      | Rafael Nadal      | 2         | 1         |
| GER      | Alexander Zverev  | 3         | 2         |
| USA      | John Isner        | 9         | 3         |
| ARG      | Diego Schwartzman | 19        | 4         |
| AUS      | Alex de Minaur    | 27        | 5         |
| USA      | Frances Tiafoe    | 29        | 6         |
| USA      | Steve Johnson     | 34        | 7         |
| AUS      | John Millman      | 36        | 8         |

- 1 Bảng xếp hạng vào ngày 18 tháng 2 năm 2019.

### Vận động viên khác
Đặc cách:
- David Ferrer
- Gerardo López Villaseñor
- Emilio Nava

Miễn đặc biệt:
- Mackenzie McDonald

Vượt qua vòng loại:
- Federico Gaio
- Marcel Granollers
- Ryan Harrison
- Alexei Popyrin

Thua cuộc may mắn:
- Guillermo García López

### Rút lui
- Kevin Anderson → thay thế bởi  Mischa Zverev
- Grigor Dimitrov → thay thế bởi  Cameron Norrie
- Taylor Fritz → thay thế bởi  Guillermo García López
- Martin Kližan → thay thế bởi  Yoshihito Nishioka

## Nội dung đôi ATP

### Hạt giống
| Quốc gia | Tay vợt              | Quốc gia | Tay vợt      | Xếp hạng1 | Hạt giống |
| -------- | -------------------- | -------- | ------------ | --------- | --------- |
| GBR      | Jamie Murray         | BRA      | Bruno Soares | 10        | 1         |
| Hoa Kỳ   | Bob Bryan            | Hoa Kỳ   | Mike Bryan   | 18        | 2         |
| COL      | Juan Sebastián Cabal | COL      | Robert Farah | 20        | 3         |
| POL      | Łukasz Kubot         | BRA      | Marcelo Melo | 20        | 4         |

- 1 Bảng xếp hạng vào ngày 18 tháng 2 năm 2019.

### Vận động viên khác
Đặc cách:
- Santiago González /  Aisam-ul-Haq Qureshi
- Nicholas Monroe  /  Miguel Ángel Reyes-Varela

Vượt qua vòng loại:
- Peter Gojowczyk /  Kevin Krawietz

## Nội dung đơn WTA

### Hạt giống
| Quốc gia | Tay vợt            | Xếp hạng1 | Hạt giống |
| -------- | ------------------ | --------- | --------- |
| USA      | Sloane Stephens    | 3         | 1         |
| USA      | Danielle Collins   | 24        | 2         |
| CRO      | Donna Vekić        | 25        | 3         |
| ROU      | Mihaela Buzărnescu | 29        | 4         |
| USA      | Sofia Kenin        | 37        | 5         |
| GRE      | Maria Sakkari      | 38        | 6         |
| CHN      | Zheng Saisai       | 41        | 7         |
| GBR      | Johanna Konta      | 42        | 8         |

- 1 Bảng xếp hạng vào ngày 18 tháng 2 năm 2019.

### Vận động viên khác
Đặc cách:
- Victoria Azarenka
- Renata Zarazúa
- Jil Teichmann

Vượt qua vòng loại:
- Irina Bara
- Ysaline Bonaventure
- Varvara Flink
- Beatriz Haddad Maia
- Christina McHale
- Conny Perrin

Thua cuộc may mắn:
- Martina Trevisan

### Rút lui
- Ekaterina Alexandrova → thay thế bởi  Laura Siegemund
- Eugenie Bouchard → thay thế bởi  Amanda Anisimova
- Hsieh Su-wei → thay thế bởi  Marie Bouzková
- Ajla Tomljanović → thay thế bởi  Bianca Andreescu
- Stefanie Vögele → thay thế bởi  Martina Trevisan

## Nội dung đôi WTA

### Hạt giống
| Quốc gia | Tay vợt          | Quốc gia | Tay vợt            | Xếp hạng1 | Hạt giống |
| -------- | ---------------- | -------- | ------------------ | --------- | --------- |
| ROU      | Irina Bara       | ROU      | Mihaela Buzărnescu | 88        | 1         |
| SLO      | Dalila Jakupović | RUS      | Irina Khromacheva  | 93        | 2         |
| USA      | Desirae Krawczyk | MEX      | Giuliana Olmos     | 129       | 3         |
| CHI      | Alexa Guarachi   | USA      | Sabrina Santamaria | 132       | 4         |

- 1 Bảng xếp hạng vào ngày 18 tháng 2 năm 2019.

### Vận động viên khác
Đặc cách:
- Marie Bouzková /  Renata Zarazúa
- Victoria Rodríguez  /  Ana Sofía Sánchez

## Nhà vô địch

### Đơn nam
- Nick Kyrgios đánh bại  Alexander Zverev, 6–3, 6–4.

### Đơn nữ
- Wang Yafan đánh bại  Sofia Kenin, 2–6, 6–3, 7–5.

### Đôi nam
- Alexander Zverev /  Mischa Zverev đánh bại  Austin Krajicek /  Artem Sitak, 2–6, 7–6(7–4), [10–5]

### Đôi nữ
- Victoria Azarenka /  Zheng Saisai đánh bại  Desirae Krawczyk /  Giuliana Olmos, 6–1, 6–2.